# Vinko Polončič
Vinko Polončič (Lubiana, 13 luglio 1957) è un dirigente sportivo ed ex ciclista su strada sloveno, fino al 1991 jugoslavo. Attivo come ciclista professionista nel biennio 1983-1984, dal 2010 al 2022 è stato direttore sportivo del Meridiana Kamen Team.

## Carriera
Da dilettante fece parte della nazionale jugoslava impegnata ai Giochi Olimpici di Mosca nel 1980. Salì in due occasioni sul podio del Kroz Jugoslaviju, ossia il Giro di Jugoslavia.
Fu poi professionista per due sole stagioni, nel 1983 e nel 1984 con la Malvor-Bottecchia di Dino Zandegù, ma non colse successi nella massima categoria, il suo miglior risultato fu il terzo posto al Giro di Puglia 1983. Nel 1983 partecipò alla Milano-Sanremo ed al Giro d'Italia, terminandoli entrambi e cogliendo il decimo posto nella diciottesima frazione della corsa a tappe italiana.
Dal 2010 al 2022 è stato direttore sportivo del sodalizio Continental croato Meridiana Kamen Team.

## Palmares
- 1980 (K.D. Rog Ljubljana dilettanti)

Schwarzataler Radsporttage
Classifica generale Jadranska Magistrala
5ª tappa Giro di Jugoslavia
- 1982 (K.D. Rog Ljubljana dilettanti)

Classifica generale Grand Prix Kranj

## Piazzamenti

### Grandi Giri
- Giro d'Italia

1983: 72º
1984: 76º

### Classiche monumento
- Milano-Sanremo

1983: 78º

### Competizioni mondiali
- Giochi olimpici

Mosca 1980 - In linea: ritirato
Mosca 1980 - Cronometro a squadre: 8º